# NHL 1919./20.
NHL-sezona 1919./20. je treća sezona NHL-a. Odigralo se dva kruga po 12 utakmica. Momčad iz Ottawe je oba dva kruga pobijedila i direktno se kvalificirala za finale Stanleyjeva kupa.
Kao i u prijašnjoj sezoni 1918./19. igralo se protiv Metropolitanse iz Seattle-a. Senatorsi pobjeđuje seriju s 3:2 i osvajaju Stanleyjev kup. 
Momčad Quebeck Bulldogsa su u ovoj sezoni počeli aktivno sudjelovati u ligi i svi igrači su se vratili k njima, koje su u sezoni 1917./18. otišli u drugim klubove igrati. Joe Malone najbolji strijelac iz sezone 1917./18. priključuju se toj momčadi i postane opet najbolji strijelac lige.
Momčad Toronta Areans je prodana jednoj grupi i preimenovan je u Toronto St. Patricks.
U Torontu se pojavljuje prvi zločesti dečko NHL-a Cully Willson. U PCAH-a je bio isključen od daljnjeg natjecanja, jer je nakon grubog starta sa strane (crosschecking) slomio igraču Vancouver Millionairesa jabučicu. U ovoj sezoni je odigrao 23 utakmice i dobio je ukupno 86 minuta kazne.

## Regularna sezona

### Ljestvice
Kratice: P = Pobjede, Po. = Porazi, N = Neriješeno, G= Golovi, PG =Primljeni golovi, B = Bodovi
| Prvi krug            | P | Po. | N | G  | PG | B  |
| -------------------- | - | --- | - | -- | -- | -- |
| Ottawa Senators      | 9 | 3   | 0 | 59 | 23 | 18 |
| Montreal Canadiens   | 8 | 4   | 0 | 62 | 51 | 16 |
| Toronto St. Patricks | 5 | 7   | 0 | 52 | 62 | 10 |
| Quebec Bulldogs      | 2 | 10  | 0 | 44 | 81 | 4  |

| Drugi krug           | W  | L  | T | GF | GA | Pts |
| -------------------- | -- | -- | - | -- | -- | --- |
| Ottawa Senators      | 10 | 2  | 0 | 62 | 41 | 20  |
| Toronto St. Patricks | 7  | 5  | 0 | 67 | 44 | 14  |
| Montreal Canadiens   | 5  | 7  | 0 | 67 | 62 | 10  |
| Quebec Bulldogs      | 2  | 10 | 0 | 47 | 96 | 4   |

### Najbolji strijelci
Kratice: Ut. = Utakmice, G = Golovi, A = Asistencije, B = Bodovi
| Igrač           | Momčad   | Ut. | G  | A  | B  |
| --------------- | -------- | --- | -- | -- | -- |
| Joe Malone      | Quebec   | 17  | 22 | 10 | 32 |
| Newsy Lalonde   | Montreal | 17  | 22 | 6  | 28 |
| Frank Nighbor   | Ottawa   | 18  | 19 | 9  | 28 |
| Corb Denneny    | Toronto  | 18  | 18 | 4  | 22 |
| Jack Darragh    | Ottawa   | 17  | 14 | 5  | 19 |
| Reg Noble       | Toronto  | 17  | 12 | 4  | 16 |
| Amos Arbour     | Montreal | 14  | 11 | 3  | 14 |
| Cully Wilson    | Toronto  | 14  | 11 | 3  | 14 |
| Didier Pitre    | Montreal | 15  | 8  | 6  | 14 |
| Punch Broadbent | Ottawa   | 18  | 7  | 6  | 13 |

## Doigravanje za Stanleyjev kup
Sve utakmice su odigrane 1920. godine. Utakmice 4 i 5 odigrane su u Torontu, jer se tamo moglo igrati na umjetnom ledu.

### Finale Stanleyjeva kupa
| Ottawa Senators vs. Seattle Metropolitans       | Ottawa Senators vs. Seattle Metropolitans | Ottawa Senators vs. Seattle Metropolitans | Ottawa Senators vs. Seattle Metropolitans | Ottawa Senators vs. Seattle Metropolitans | Ottawa Senators vs. Seattle Metropolitans |
| Datum                                           | Gostujuća momčad                          | Gostujuća momčad                          | Domaćin                                   | Domaćin                                   |                                           |
| ----------------------------------------------- | ----------------------------------------- | ----------------------------------------- | ----------------------------------------- | ----------------------------------------- | ----------------------------------------- |
| 22. ožujka                                      | Seattle                                   | 2                                         | 3                                         | Ottawa                                    |                                           |
| 24. ožujka                                      | Seattle                                   | 0                                         | 3                                         | Ottawa                                    |                                           |
| 27. ožujka                                      | Seattle                                   | 3                                         | 1                                         | Ottawa                                    |                                           |
| 30. ožujka                                      | Seattle                                   | 5                                         | 2                                         | Ottawa                                    |                                           |
| 1. travnja                                      | Seattle                                   | 1                                         | 6                                         | Ottawa                                    |                                           |
| Ottawa pobjeđuje s 3:2 i osvaja Stanleyjev kup. |                                           |                                           |                                           |                                           |                                           |

## Vanjske poveznice
- Hacx.de: Sve ljestvice NHL-a  Arhivirana inačica izvorne stranice od 24. siječnja 2008. (Wayback Machine)